# 大慶 (夏仁宗)
大慶（だいけい）は西夏の仁宗の治世で用いられた元号。1140年 - 1143年。

## 西暦・干支との対照表
| 大慶 | 元年   | 2年    | 3年    | 4年    |
| 西暦 | 1140年 | 1141年 | 1142年 | 1143年 |
| 干支 | 庚申   | 辛酉   | 壬戌   | 癸亥   |